# Funny Games U.S.
Funny Games U.S. is een Amerikaanse thriller uit 2007 van schrijver en regisseur Michael Haneke. De productie is een beeldmatig exacte maar Engelstalige versie van zijn eigen Oostenrijkse, Duits gesproken film Funny Games uit 1997.

## Verhaal
Ann en George gaan met hun zoontje Georgie op zeilvakantie in een huisje aan een meer. Wanneer ze aan komen rijden, zien ze buurman Fred in zijn tuin staan met hen twee onbekende jongemannen. Als Ann aan Fred vraagt of hij over twintig minuten wil komen helpen de boot op te tuigen, stemt deze in, maar op een toon die haar vreemd voorkomt. Georgie vindt het daarbij vreemd dat hun dochter - en zijn vriendinnetje - nergens te bekennen is.
Aangekomen in hun huisje gaat Ann uitpakken, wanneer er iemand aan de deur staat. Een geheel in het wit geklede jongen stelt zich voor als Paul. Hij vertelt dat ze hem net gezien heeft in de tuin van de buren, waar hij verklaart op bezoek te zijn. Paul komt Ann vragen om wat eieren voor buurvrouw Betsy. Niet veel later voegt zijn eveneens overwegend in smetteloos wit geklede vriend Peter zich bij het gezelschap.
De jongens converseren uiterst beleefd met Ann, maar Peter laat de hem overhandigde eieren tot tweemaal toe kapotvallen. Ze vermoedt opzet en begint zich behoorlijk ongemakkelijk te voelen, wanneer blijkt dat de jongens niet van plan zijn zich weg te laten sturen. Hoewel ze alle beleefdheidsvormen in acht blijven houden, beginnen ze een wreed psychologisch spel met de familie te spelen. Elke overtreding van de door hen in acht genomen regels wordt door de jongens bestraft met lichamelijk geweld. Daar Paul de knie van George gebroken heeft met een golfclub, hebben de jongens fysiek hoe dan ook de overhand. Ze delen het gezin mee dat ze in een weddenschap zitten, waarbij zij wedden dat de familie de volgende morgen 9.00 uur niet meer in leven is.

## Rolverdeling
| Acteur         | Personage           |
| -------------- | ------------------- |
| Naomi Watts    | Ann                 |
| Tim Roth       | George              |
| Michael Pitt   | Paul                |
| Brady Corbet   | Peter               |
| Devon Gearhart | Georgie             |
| Boyd Gaines    | Fred                |
| Siobhan Fallon | Betsy               |
| Robert LuPone  | Robert              |
| Susi Haneke    | Schoonzus van Betsy |
| Linda Moran    | Eve                 |

## Structuur
Het personage Paul toont zich gedurende het verloop verschillende malen ervan op de hoogte dat hij zich bevindt in een verhaal dat volgens de regels van een filmscenario verloopt. Hij wendt zich verschillende keren zowel in woord als gebaar rechtstreeks tot de kijker. Daarbij legt hij uit dat verscheidene acties wel of niet op dat moment plaatsvinden omdat de gangbare filmregels dat nu eenmaal vereisen. Hiermee rekt Paul effectief de lijdensweg van zijn en Peters slachtoffers, 'omdat de kijker dat verlangt'. Daarmee maakt hij de kijker medeplichtig aan wat Ann, George en Georgie allemaal overkomt.